# زوئی تاوارلی
زوئی تاوارلی (ایتالیایی: Zoe Tavarelli؛ زادهٔ ۳ ژانویهٔ ۱۹۹۶) بازیگر اهل ایتالیا است.
از فیلم‌ها یا مجموعه‌های تلویزیونی که وی در آن‌ها نقش داشته است، می‌توان به «برای امشب برنامه‌ای نذار» اشاره نمود.